# Pirata piratimorphus
Pirata piratimorphus este o specie de păianjeni din genul Pirata, familia Lycosidae. A fost descrisă pentru prima dată de Strand, 1908. Conform Catalogue of Life specia Pirata piratimorphus nu are subspecii cunoscute.